# الکسی گوربونف
الکسی گوربونف (به انگلیسی: Alexey Gorbunov) (زاده ۲۹ اکتبر ۱۹۶۱) بازیگر شوروی، روسی، اوکراینی است. در سال ۱۹۹۱، عنوان «هنرمند اوکراین» به وی تعلق گرفت.
از فیلم‌ها یا برنامه‌های تلویزیونی که وی در آن نقش داشته‌است، می‌توان به ارکستر سرخ اشاره کرد.